# 喜山过树蛇
喜山过树蛇（学名：Dendrelaphis gorei）为游蛇科过树蛇属的爬行动物。分布于印度、缅甸、越南以及中国大陆的西藏等地。该物种的模式产地在印度斋浦尔和迪布鲁格尔。

## 保护
本种于2023年被收录入《有重要生态、科学、社会价值的陆生野生动物名录》。